# En straffesag
En straffesag er en dansk dokumentarfilm fra 1955, der er instrueret af Erik Fiehn efter manuskript af Finn Methling.

## Handling
Kl. 3 om natten begår to ganske unge mænd indbrud i en kælder og stjæler cigaretter til en værdi af 160 kr. De bliver anholdt og fra situation til situation viser filmen, hvad der sker under en straffesags forløb.